# San José (Almería)

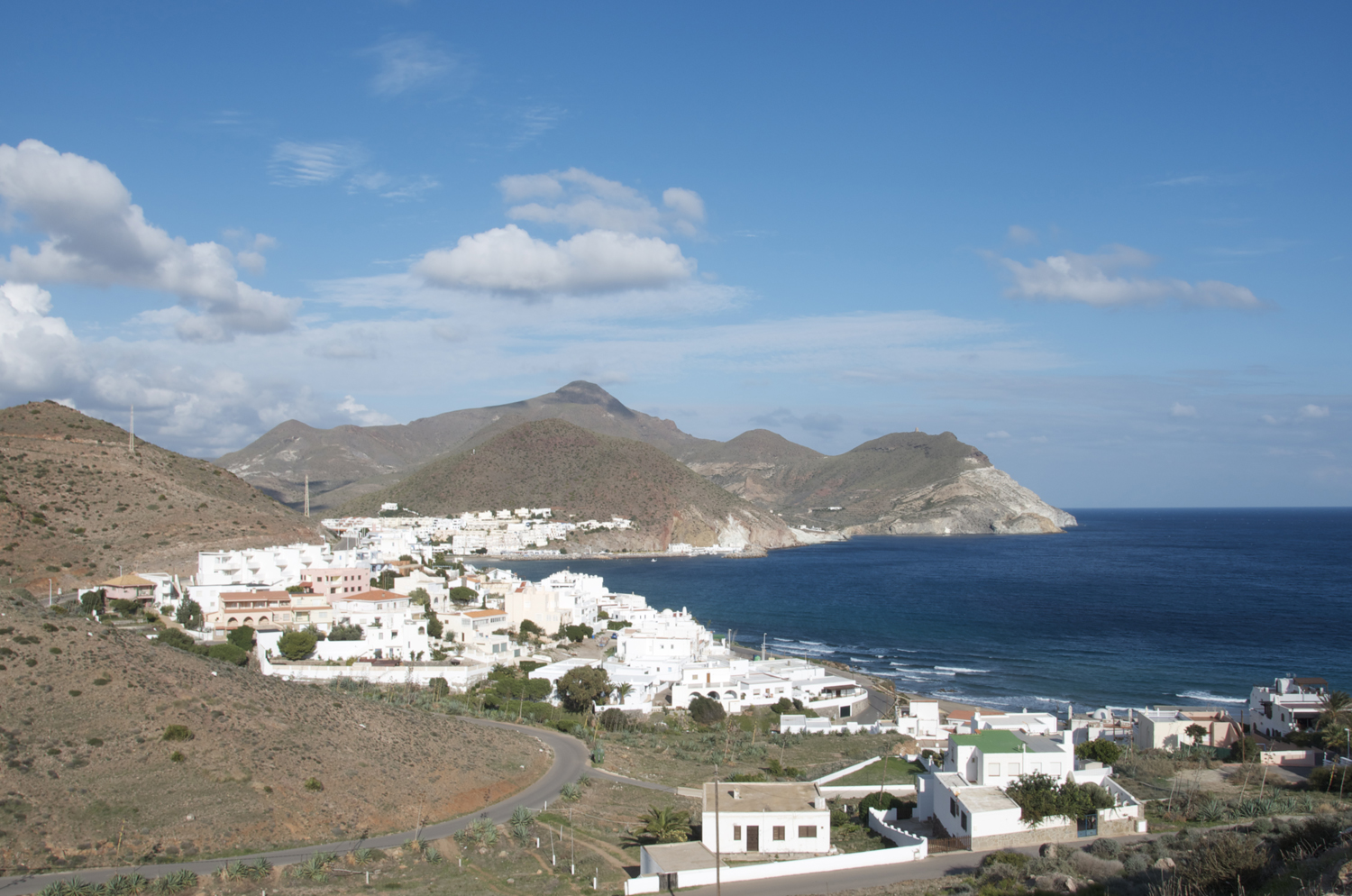
San José

San José é uma localidade situada no município de Níjar, província de Almería, Andalucía, Espanha. Em pleno Parque natural Cabo de Gata-Níjar. A população desta localidade é de 1012 habitantes, mas é muito variável já que no período vocacional pode chegar a ser muito mais alta devido a alta afluência de turistas de Espanha e o resto da Europa. San José está situado muito perto de praias de grande interesse paisagístico como a Praia dos Genoveses ou a Praia de Mónsul que tem acesso tanto em carro como numa linha regular de autocarros.